# La Femme en bleu (Léger)
Pour les articles homonymes, voir La Femme en bleu.
La Femme en bleu est un tableau peint par Fernand Léger en 1912. Cette huile sur toile cubiste représente une femme en bleu. Exposée au Salon d'Automne de 1912, elle est aujourd'hui conservée au Kunstmuseum, à Bâle, en Suisse.

## Expositions
- Salon d'Automne de 1912, Grand Palais, Paris, 1912.
- Le Cubisme, Centre national d'art et de culture Georges-Pompidou, Paris, 2018-2019.